# Bada OS
bada OS – system operacyjny dla telefonów komórkowych. Został stworzony przez firmę Samsung, a zaprezentowany w listopadzie 2009. Nazwa bada w tłumaczeniu z języka koreańskiego oznacza ocean lub morze.

## Wersje systemu
- bada 1.0
- bada 1.0.2 (wersja z poprawkami dla europejskich użytkowników)
- bada 1.1 (wersja dla telefonów z rozdzielczością ekranu 240 x 400)
- bada 1.2
- bada 2.0

Wersje stabilne pobierają się i aktualizują automatycznie za pomocą programu Samsung KIES.
Wersje testowe można pobrać i zainstalować na własną odpowiedzialność z portalu sammobile.com (w zakładce Firmware).

## Telefony z systemem bada
W kolejności pojawienia się na rynku:
- Samsung Wave
- Samsung Wave 525
- Samsung Wave 533
- Samsung Wave 575
- Samsung Wave 723
- Samsung Wave II
- Samsung Wave 578
- Samsung Wave M
- Samsung Wave Y
- Samsung Wave 3

## Historia
Po uruchomieniu, firmy takie jak Twitter, Electronic Arts, Capcom, Gameloft i Blockbuster okazały swoje poparcie dla bady. Pierwszym telefonem, który pracuje pod nową platformą jest Samsung Wave, zaprezentowany w pierwszym kwartale 2010, a wydany 1 czerwca 2010. W ciągu pierwszych czterech tygodni wysłano na rynek milion telefonów.

## Samsung Apps
W dniu wydania Samsunga Wave, Samsung otworzył międzynarodowy sklep z aplikacjami na platformę bada, Samsung Apps.
Pod koniec lipca 2010 miał do zaoferowania ok. 600 aplikacji zaś jeszcze przed końcem roku 2010 liczba aplikacji przekroczyła 3000. W maju 2011 do listy urządzeń dołączyły 3 smartfony i 2 tablety z serii Galaxy. Tym samym w ofercie pojawiły się aplikacje na system Google Android. Pod koniec czerwca 2011 roku liczba aplikacji w Samsung Apps przekroczyła 8000.

## Architektura
Bada, jak wyjaśnia Samsung, nie jest systemem operacyjnym, lecz platformą z konfigurowalną architekturą jądra, która pozwala na używanie jądra Linuxa lub innego Systemu operacyjnego czasu rzeczywistego (RTOS). Według notki o prawach autorskich wyświetlanej przez Samsunga S8500, wykorzystano kod źródłowy z projektów FreeBSD, NetBSD oraz OpenBSD.
Natywne aplikacje są przygotowywane w C++, z bada SDK i Eclipse na IDE. IDE zawiera również kreator interfejsu użytkownika, przy użyciu którego deweloperzy mogą szybko projektować interfejs swoich aplikacji przez przeciąganie i upuszczanie kontrolek interfejsu użytkownika do formularzy. Do testowania i debugowania IDE zawiera emulator, w którym mogą być uruchamiane aplikacje.